# Петраковская
Петраковская — деревня в Верховажском районе Вологодской области.
Входит в состав Шелотского сельского поселения, с точки зрения административно-территориального деления — в Шелотский сельсовет.
Расстояние по автодороге до районного центра Верховажья — 74,5 км, до центра муниципального образования Шелоты — 5 км. Ближайшие населённые пункты — Афонинская, Макаровская, Фофановская.
По переписи 2002 года население — 15 человек.